# Malqata
Malqata est un lieu situé dans la zone désertique au sud de Médinet Habou, sur la rive occidentale du Nil, face à Louxor en Égypte. C'est à cet endroit qu'était construit le palais d'Amenhotep III.

## Le palais d'AmenhotepIII
Il y avait plusieurs structures dans le désert, plusieurs palais résidentiels, un temple d'Amon, des villas de courtisans, en rapport avec la famille royale — Amenhotep III, la reine Tiyi et leur famille —, des appartements pour les gardiens. Le grand lac sacré du Birket Abou jouxtait le palais.
C'est dans ce palais qu'Amenhotep IV a grandi, lui qui, plus tard en tant qu'Akhenaton, réalisa son rêve de la première religion monothéiste de l'histoire.
À l'origine, le palais était connu comme « Aton l'éblouissant » et était construit principalement de briques de terre.

### Fouilles
Les ruines du palais ont été redécouvertes en 1888 par Georges Daressy, puis par le Metropolitan Museum of Art en 1910-1920, puis par l'université Museum de Pennsylvanie dans les années 1970. Depuis 1985, le site de fouilles est en concession à la mission archéologique de l'université Waseda.
De nouvelles fouilles ont été entreprises en 2016. Elles visent à établir de la manière la plus précise possible le plan du palais.
En avril 2021, une autre ville jouxtant Malqata est dégagée au nord de la cité. Elle aurait été réalisée à l'instigation du pharaon Amenhotep III et aurait fonctionné jusqu'au règne d'Aÿ.

## Malqata aujourd'hui

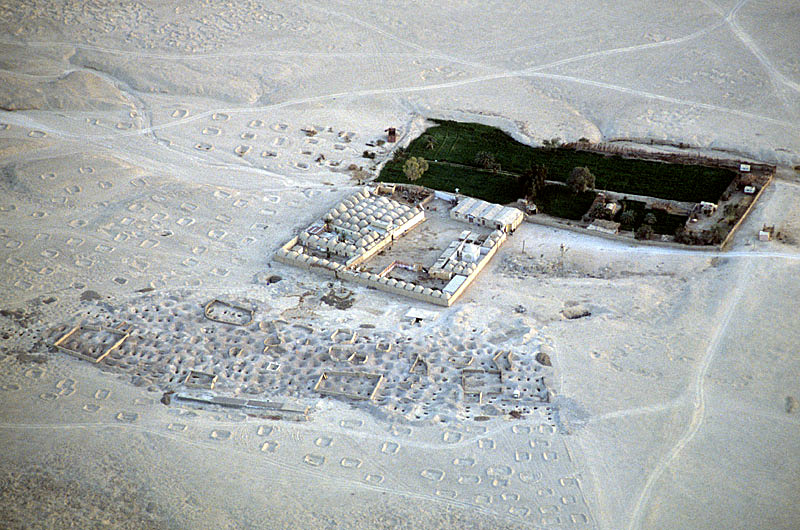
Vue aérienne du monastère (2005).

À côté du site, il y a un village moderne. Il y a aussi une minuscule église et un monastère dédié à saint Tawdros.